# 伊藤郷一
伊藤 郷一（いとう ごういち、1900年（明治33年）9月23日 - 1987年（昭和62年）9月8日）は、日本の政治家、教育者。衆議院議員（7期）。

## 経歴
北海道白糠郡白糠村（現白糠町）で生まれる。1927年京都帝国大学文学部哲学科を卒業。横浜市総持寺高等女学校教師、釧路市文化協会理事長、中華民国新民会河南省総会次長などを務めた。
1946年4月、第22回衆議院議員総選挙に北海道第二区から日本自由党所属で出馬し当選。その後、北海道第5区で第27回総選挙まで連続6回当選し、その後第29回総選挙でも当選し、衆議院議員を通算7期務めた。この間、衆議院図書館運営委員長、同文部委員長、第2次吉田内閣農林政務次官、北海道開発審議会委員、裁判官訴追委員長、自由党両院議員総会副会長、同党政調会文教部長、同党総務、自由民主党文教制度調査会副会長などを歴任した。宏池会に所属した。
1970年11月の秋の叙勲で勲六等から勲二等に叙され、旭日重光章を受章する。
1987年9月8日、死去した。86歳没。同年10月2日、特旨を以て位七級を追陞され、死没日付をもって従七位から正四位に叙された。

## 著書
- 『髯とヒューマニティー』北海タイムス社 1983年
- 『嵐ヶ丘の青春 : 八十年の人生』一枚の絵 1985年

訳書
- ゼェレン・キェルケゴール『不安の概念』改造社〈改造文庫 ; 第1部 第147篇〉1940年